# Alpi di Tolmezzo
Le Alpi di Tolmezzo sono sottogruppo montuoso delle Alpi Sud-orientali (Alpi Carniche e della Gail), poste tra la Catena carnica principale a nord e le Prealpi carniche a sud, che prendono il nome dalla città di Tolmezzo, posta nella bassa Carnia orientale. Situate in massima parte in Friuli-Venezia Giulia (Carnia - provincia di Udine) e in minor parte in Veneto orientale (Oltrepiave Cadorino - provincia di Belluno), come per la catena carnica principale (suddivisa in catena carnica occidentale e catena carnica orientale) sono a loro volta suddivise in due sottogruppi separati dalla Val Degano (Alpi Tolmezzine Occidentali e Alpi Tolmezzine Orientali), formando una dorsale montuosa quasi continua da ovest ad est per una sessantina di Km circa.

## Descrizione

Dolomiti Pesarine

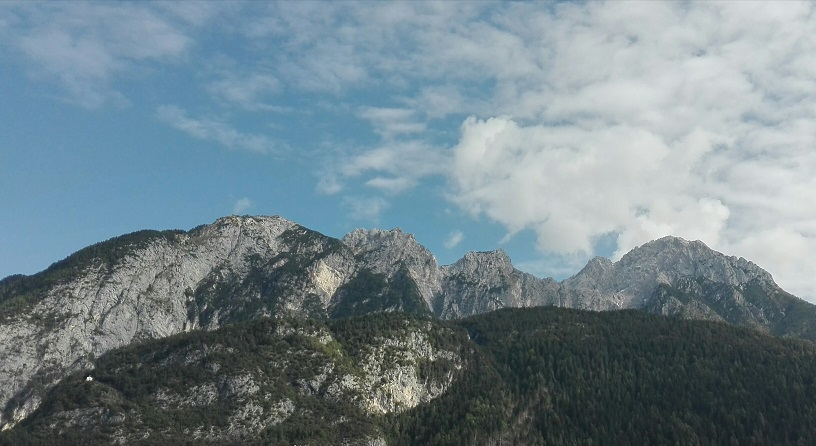
Gruppo dei Brentoni

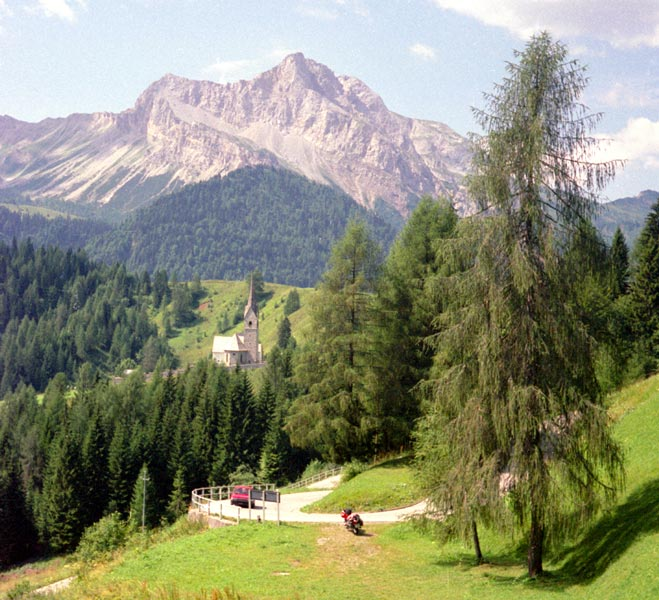
Gruppo del Bivera

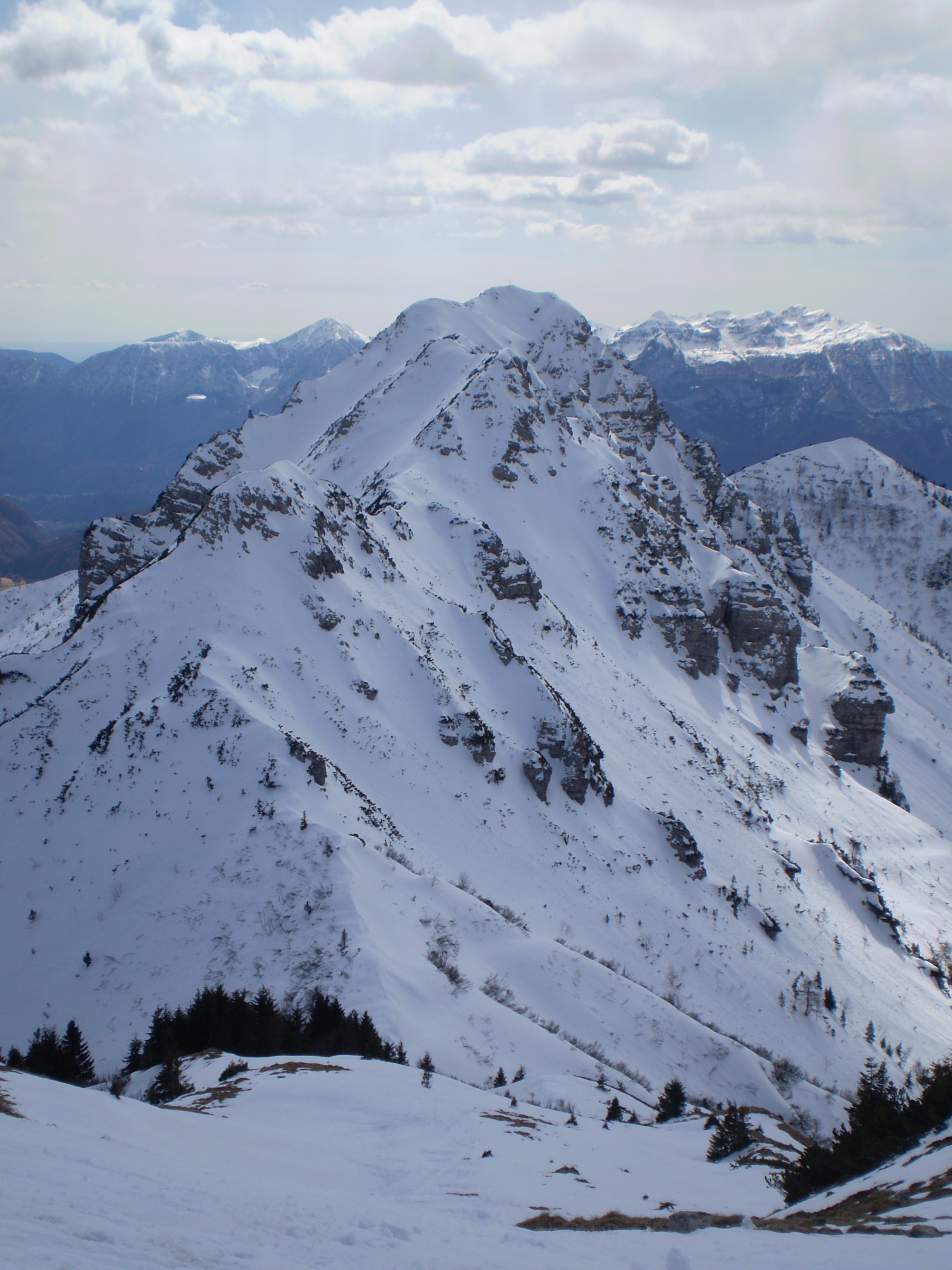
Monte Arvènis

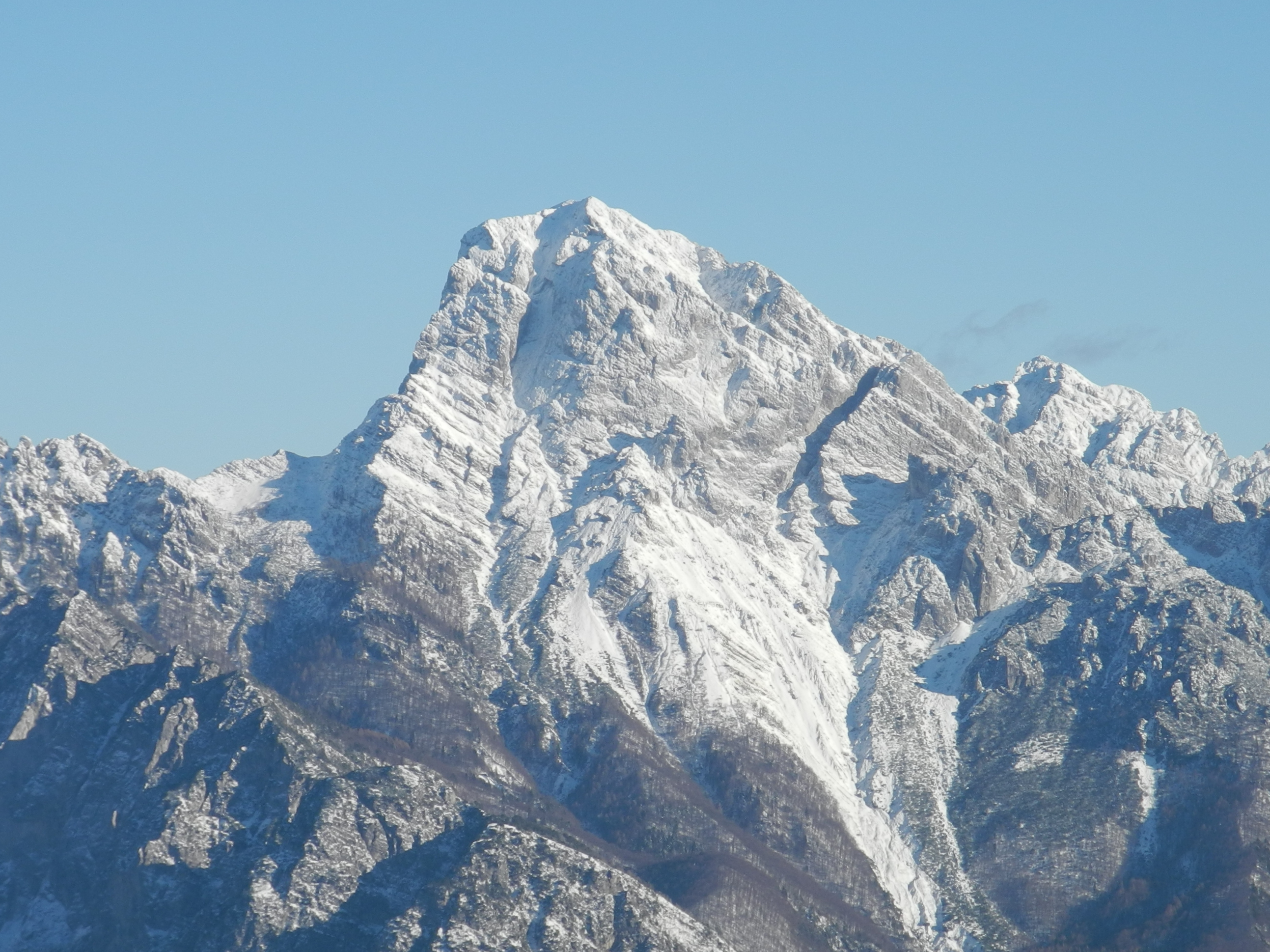
Monte Sernio

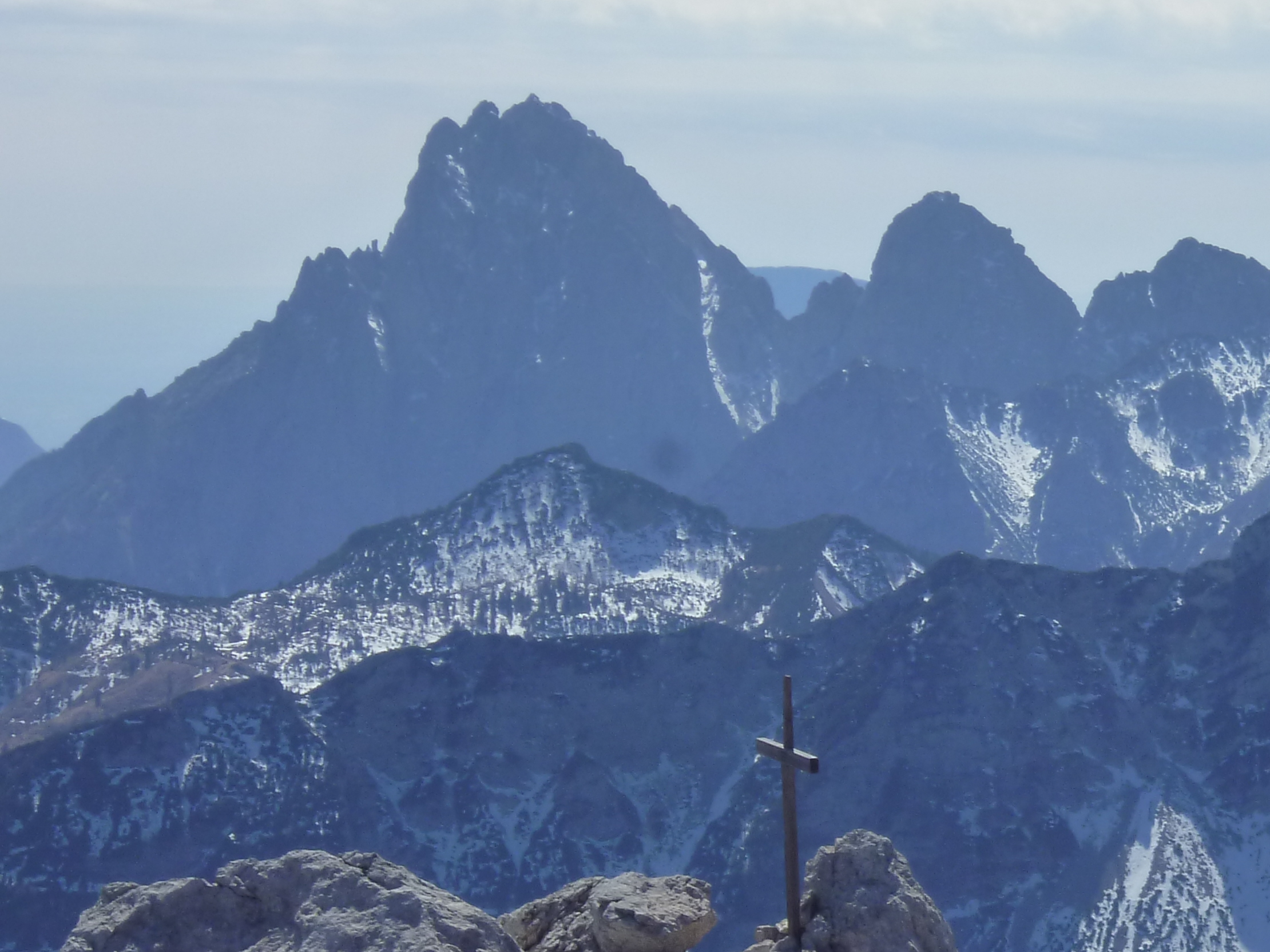
Creta Grauzaria

### Territorio
In Carnia separano a nord la Valcalda, l'Alta Val Degano, la Val Pesarina e la Val Lumiei dall'Alta Val Tagliamento a sud, mentre la valle del But e la Val Chiarsò tagliano trasversalmente la dorsale ad oriente. Si presentano in media di elevazione minore rispetto alla catena carnica principale, raggiungono elevazioni massime nella parte più occidentale con il Monte Terza Grande (2.584 m). Dal punto di vista geomorfologico sono ricoperte da boschi di abeti al di sotto di scoscese rupi rocciose sommitali e si presentano in media meno severe e con cime più arrotondate rispetto alla catena carnica principale.
I valichi montani che le caratterizzano sono la forcella Lavardet, la Sella Ciampigotto, la Sella di Razzo, la Sella di Rioda, il Passo del Pura, la sella di Monte Zoncolan, il Passo Duron, mentre il Passo della Mauria le divide a sud-ovest dalla zona delle Dolomiti friulane. Interessano quasi tutti i comuni della Carnia e oltre: Vigo di Cadore, Lorenzago di Cadore, Sappada, Prato Carnico, Sauris, Forni di Sopra, Forni di Sotto, Ampezzo, Socchieve, Ovaro, Enemonzo, Villa Santina, Lauco, Raveo, Tolmezzo, Sutrio, Ravascletto, Arta Terme, Paularo e Moggio Udinese. Su quasi ciascuna cima si gode un ottimo panorama su gran parte delle Alpi Carniche.

### Suddivisione
Secondo la SOIUSA le Alpi Tolmezzine Occidentali sono ulteriormente suddivise in quattro gruppi e dodici sottogruppi:
- Dolomiti Pesarine (7)
  - Sottogruppo del Siera (7.a)
    - Massiccio del Siera (7.a/a)
    - Dorsale del Pleros (7.a/b)

  - Sottogruppo dei Clap (7.b)
  - Sottogruppo delle Terze (7.c)
- Monti di Sauris (8)
  - Dorsale Rioda-Novarza (8.a)
  - Massiccio del Col Gentile (8.b)
- Giogaia del Bivera (9)
  - Massiccio del Tiarfin (9.a)
  - Massiccio del Bivera (9.b)
  - Massiccio di Tinisia (9.c)
- Gruppo dei Brentoni (10)
  - Massiccio dei Brentoni (10.a)
  - Massiccio del Cornon (10.b)
  - Massiccio del Pupera Valgrande (10.c)
  - Massiccio del Crissin (10.d)

Secondo la SOIUSA le Alpi Tolmezzine Orientali sono ulteriormente suddivise in quattro gruppi e dieci sottogruppi:
- Gruppo dell'Arvenis (11)
  - Dorsale Tamai-Zoncolan (11.a)
  - Dorsale Arvenis-Claupa (11.b)
  - Dorsale del Dauda (11.c)
- Gruppo del Tersadia (12)
- Gruppo Sernio-Grauzaria (13)
  - Dorsale della Grauzaria (13.a)
  - Dorsale Sernio-Palasecca (13.b)
  - Dorsale dell'Amariana (13.c)
- Gruppo dello Zuc del Bôr (14)
  - Dorsale Zuc del Bôr-Chiavals-Gleris (14.a)
  - Cresta di Vualt (14.b)
  - Costiera Crostis-Pisimoni (14.c)
  - Cresta della Slenza (14.d)

### Vette principali
- Monte Terza Grande - 2.586 m
- Monte Brentoni - 2.548 m
- Monte Popera Val Grande - 2.520 m
- Monte Crissin - 2.503 m
- Creton di Clap Grant - 2.487 m
- Monte Bìvera - 2.474 m
- Creta Forata - 2.462 m
- Monte Siera - 2.443 m
- Monte Cimon - 2.442 m
- Cresta di Enghe - 2.441 m
- Monte Terza Media - 2.434 m
- Monte Cornon - 2.378 m
- Monte Terza Piccola - 2.333 m
- Monte Schiavon - 2.326 m
- Monte Pleros - 2.314 m
- Monte Tudaio - 2.129 m
- Monte Tinisa - 2.120 m
- Crete di Chiampizzulon - 2.085 m
- Zuc del Bor - 2.195 m
- Monte Sernio - 2.187 m
- Monte Chiavals - 2.098 m
- Creta Grauzaria - 2.065 m
- Monte Tamai - 1.970 m
- Monte Arvènis - 1.968 m
- Monte Tersadia - 1.959 m
- Monte Amariana - 1.906 m
- Monte Dauda - 1.765 m
- Monte Zoncolan - 1.750 m
- Monte Vualt - 1.725 m
- Slenza Ovest - 1.665 m
- Slenza Est - 1.589 m